# Àlex Corretja
Àlex Corretja Verdagay (* 11. dubna 1974 Barcelona) je bývalý španělský tenista, antukový specialista.
V roce 1990 vyhrál Orange Bowl v kategorii šestnáctiletých. Od roku 1991 hrál profesionálně, vyhrál Turnaj mistrů 1998, byl finalistou French Open 1998 a 2001. Celkově v kariéře vyhrál 17 turnajů Asociace tenisových profesionálů ve dvouhře a 3 ve čtyřhře (jeho spoluhráči byli Fabrice Santoro, Pablo Aldano a Luis Lobo), jeho nejlepším umístěním na singlovém žebříčku ATP bylo druhé místo. Na Letních olympijských hrách 2000 získal spolu s Albertem Costou pro Španělsko bronzovou medaili v mužské čtyřhře. Za daviscupový tým Španělska odehrál v letech 1996 až 2003 patnáct zápasů ve dvouhře a šestnáct ve čtyřhře, pomohl svému týmu k historicky prvnímu vítězství v Davis Cupu 2000.
V roce 1998 získal Premios Nacionales del Deporte pro španělského sportovce roku.
Kariéru ukončil v roce 2005, poté trénoval Andy Murrayho a španělskou daviscupovou reprezentaci, působí také jako televizní expert.